# Afganistán en los Juegos Paralímpicos de Tokio 2020
Afganistán estuvo representado en los Juegos Paralímpicos de Tokio 2020 por dos deportistas, un hombre y una mujer. El equipo paralímpico afgano no obtuvo ninguna medalla en estos Juegos.
Pese a la toma del poder por parte de los talibanes después de la caída de Kabul, los deportistas afganos han competido en los Juegos Paralímpicos de Tokio 2020 (celebrados en 2021), bajo la bandera y el himno de la derrocada república islámica, debido a que ningún país soberano ha reconocido al régimen talibán, desde su establecimiento en 2021.Cabe destacar que la mencionada caída de la capital afgana ocurríó 1 semana después de la clausura de los juegos de Tokio 2020, por lo que al principio, se informó que Afganistán no enviaría una delegación, y durante la ceremonia de inauguración, su bandera fue llevada de forma simbólica por voluntarios japoneses, aunque posteriormente, dos deportistas, un hombre y una mujer, participaron de la competencia.